# Anthony Robbins
Anthony Robbins, pseudonym for Anthony J. Mahavorick, også kendt som Tony Robbins (født 29. februar 1960) i Glendora, Californien, USA, er en amerikansk forfatter, motivationstræner, coach o.a.
Anthony Robbins har blandt andet coached Bill Clinton, George H. W. Bush, Mikhail Gorbatjov, Andre Agassi og Prinsesse Diana.